# Likhopo FC
El Likhopo FC es un equipo de fútbol de Lesoto que participa en la Primera División de Lesoto, la liga de fútbol más importante del país.

## Historia
Fue fundado en la capital Maseru y se ha coronado campeón de liga en 2 ocasiones. Ha clasificado 2 veces a los torneos de la CAF en 2 oportunidades donde nunca superó la ronda preliminar y ni tan siquiera han podido anotar un gol.

## Palmarés
- Premier League: 2

2005, 2006
- Copa de Lesoto: 1

2006

## Participación en competiciones de la CAF
| Temporada | Torneo                      | Ronda      | Club              | Casa | Visita | Global |
| --------- | --------------------------- | ---------- | ----------------- | ---- | ------ | ------ |
| 2006      | Liga de Campeones de la CAF | Preliminar | Mamelodi Sundowns | 0-1  | 0-3    | 0-4    |
| 2007      | Liga de Campeones de la CAF | Preliminar | Zanaco FC         | 0-0  | 0-1    | 0-1    |